# カフェ・ボヘミアのジャズ・メッセンジャーズ Vol.2
| 専門評論家によるレビュー  | 専門評論家によるレビュー |
| レビュー・スコア          | レビュー・スコア         |
| 出典                      | 評価                     |
| ------------------------- | ------------------------ |
| Allmusic                  | [ 2 ]                    |
| The Penguin Guide to Jazz | 3.5/4stars               |

『カフェ・ボヘミアのジャズ・メッセンジャーズ Vol.2』 (At the Cafe Bohemia, Vol. 2) は、ブルーノート・レコードからリリースされたジャズ・メッセンジャーズのライブ・アルバム。アート・ブレイキーが最も長く維持したバンドであるジャズ・メッセンジャーズの結成当初のオリジナル・メンバーによる演奏を、ニューヨークのグリニッジ・ヴィレッジにあった有名なナイトクラブ、カフェ・ボヘミアで、1955年11月23日に収録した2枚のアルバムの2枚目である。

## 評価
このアルバムは、ジャズ・メッセンジャーズの最初のメンバーによる演奏を記録したものであるが、「バードランドでこのクインテットが披露した強烈さに並ぶもの」にはなっていない、と評されている。特に、テナー・サキソフォーン奏者のハンク・モブレーは「何やら焦点の定まらない型通りの演奏者 (a somewhat unfocused stylist)」になっているという。しかし、トランペット奏者のケニー・ドーハムは「これほどことごとくツボ押さえた演奏は滅多に聞かれないというほど、思いがけない素晴らしさ (elusive brilliance [that] was seldom so extensively captured)」を見せており、バードランドでのライブ・アルバムと同様に、総じて「ただただ聞き入ってしまう (is just as absorbing)」、「今日までのジャズに影響を与えた (influenced jazz up to present time)」とされている。

## トラックリスト

### オリジナル盤LP
A面
1. イントロダクション / Introduction By Art Blakey 〜 スポーティン・クラウド / Sportin' Crowd（ハンク・モブレー）- 6:22
2. ライク・サムワン・イン・ラヴ / Like Someone in Love（ジョニー・バーク（英語版）、ジミー・ヴァン・ヒューゼン）- 8:43
3. イエスタデイズ / Yesterdays（オットー・ハーバック（英語版）、ジェローム・カーン）- 4:20

B面
1. アヴィラ・アンド・テキーラ / Avila and Tequila（ハンク・モブレー）- 12:11
2. アイ・ウェイテッド・フォー・ユー / I Waited for You（ギル・フラー（英語版）、ディジー・ガレスピー）- 9:16

### リイシュー盤CD
1. イントロダクション / Introduction By Art Blakey 〜 スポーティン・クラウド / Sportin' Crowd（ハンク・モブレー）- 7:32
2. ライク・サムワン・イン・ラヴ / Like Someone in Love（ジョニー・バーク（英語版）、ジミー・ヴァン・ヒューゼン）- 9:18
3. イエスタデイズ / Yesterdays（オットー・ハーバック（英語版）、ジェローム・カーン）- 4:20
（以下、3曲はボーナス・トラック）
4. ジャスト・ワン・オブ・ゾーズ・シングス / Just One of Those Things（コール・ポーター）- 9:29
5. ハンクス・シンフォニー / Hank's Symphony（ハンク・モブレー）- 4:44
6. 風とともに去りぬ / Gone with the Wind（ハーブ・マジッドソン（英語版）、アリー・リューベル（英語版） - 7:27
（以上、3曲はボーナス・トラック）
7. アヴィラ・アンド・テキーラ / Avila and Tequila（ハンク・モブレー）- 12:49
8. アイ・ウェイテッド・フォー・ユー / I Waited for You（ギル・フラー（英語版）、ディジー・ガレスピー）- 9:50

## パーソネル
- アート・ブレイキー - ドラムス
- ケニー・ドーハム - トランペット
- ハンク・モブレー - テナー・サクソフォーン
- ホレス・シルヴァー - ピアノ
- ダグ・ワトキンス（英語版） - ベース

### 制作スタッフ
- ボブ・ブルーメンソール (Bob Bluementhal)、レナード・フェザー - ライナーノーツ
- マイケル・カスクーナ - リイシュー盤プロデューサー
- ジョン・ハーマンセイダー - カバー・デザイン
- アルフレッド・ライオン - プロデューサー
- ルディ・ヴァン・ゲルダー - デジタル・リマスタリング
- フランシス・ウルフ - 写真